# Валя-Феджетулуй
Валя-Феджетулуй (рум. Valea Făgetului) — село у повіті Алба в Румунії. Входить до складу комуни Римец.
Село розташоване на відстані 290 км на північний захід від Бухареста, 27 км на північ від Алба-Юлії, 51 км на південь від Клуж-Напоки.

## Населення
За даними перепису населення 2002 року у селі проживали 48 осіб, усі — румуни. Усі жителі села рідною мовою назвали румунську.